# Вилмар (Арканзас)
Вилмар (енгл. Wilmar) град је у америчкој савезној држави Арканзас.

## Демографија
По попису из 2010. године број становника је 511, што је 60 (-10,5%) становника мање него 2000. године.
| Група             | 2000.       | 2010.       |
| Белци             | 157 (27,5%) | 133 (26,0%) |
| Афроамериканци    | 410 (71,8%) | 364 (71,2%) |
| Азијати           | 0 (0,0%)    | 0 (0,0%)    |
| Хиспаноамериканци | 0 (0,0%)    | 11 (2,2%)   |
| Укупно            | 571         | 511         |